# Katori (couraçado)
O Katori (香取) foi um navio couraçado pré-dreadnought operado pela Marinha Imperial Japonesa e a primeira embarcação da Classe Katori, seguido pelo Kashima. Sua construção começou em abril de 1904 nos estaleiros britânicos da Vickers em Barrow-in-Furness e foi lançado ao mar em julho de 1905, sendo comissionado na frota japonesa em maio do ano seguinte. Era armado com uma bateria principal composta por quatro canhões de 305 milímetros, tinha um deslocamento de mais de dezesseis mil toneladas e conseguia alcançar uma velocidade máxima de dezoito nós.
O Katori teve uma carreira tranquila. Ele não participou de combates na Primeira Guerra Mundial e passou boa parte do conflito em reformas. O couraçado participou da intervenção japonesa na Sibéria no final de 1918, durante a Guerra Civil Russa, servindo de capitânia da 5ª Esquadra. A embarcação, escoltada pelo Kashima, transportou o então príncipe-herdeiro Hirohito em uma viagem pela Europa em 1921. O Katori foi desarmado em abril de 1922, descomissionado em setembro de 1923 e logo depois desmontado até 1925, seguindo os termos do Tratado Naval de Washington.